# Singapur-Stein
Der Singapur-Stein (englisch Singapore Stone) ist ein Fragment eines großen Felsens aus Sandstein mit altertümlichen Inschriften, der 1819 entdeckt und 1843 zerstört wurde. Der Felsen befand sich an der Mündung des Singapore River in die Marina Bay, etwas nördlich des heutigen Fullerton Hotels, nahe der Anderson Bridge. Die Inschrift, die nicht entschlüsselt werden konnte, hätte laut Historikern Rückschlüsse auf die frühe Vergangenheit Singapurs geben können. Der Singapur-Stein wird heute im National Museum of Singapore ausgestellt.

## Geschichte
Im Juni 1819, nur wenige Monate nach der Gründung Singapurs durch Sir Thomas Stamford Raffles, entdeckten Arbeiter beim Fällen von Bäumen an der Mündung des Singapore Rivers den Felsen. Er bestand aus Sandstein und war etwa 3 m hoch und hatte einen Durchmesser von ungefähr 3 m. Die Inschrift umfasste etwa 50 Zeilen, war aber teilweise nicht lesbar und konnte nicht entschlüsselt werden. Es wird zumeist von Sanskrit ausgegangen, was darauf hindeutet, dass die Insel eine Erweiterung des Reichs Majapahit war. Daher datiert man ihn auf einen Zeitraum zwischen 12. und 14. Jahrhundert.
1843 wurde der Felsen zerstört. Um Platz für eine Erweiterung des Fort Fullertons (ein Vorgänger des Fullerton Hotels) zu schaffen, wurde der Felsen gesprengt. Lieutenant-Colonel James Low, der kurz nach der Sprengung am Ort des Geschehens eintraf, konnte einige Fragmente mit Inschrift sichern. Drei davon wurden zur Analyse an das Museum der Royal Asiatic Society in Kalkutta (dem heutigen Indian Museum) geschickt und kamen dort im Juni 1848 an. 1918 bat das Raffles Library and Museum (das heutige National Museum of Singapore) um Rücksendung der Fragmente. Ein Fragment – der Singapur-Stein – wurde 1919 zurückgeschickt und wird heute im Museum ausgestellt. Der genaue Aufenthaltsort der anderen beiden Fragmente ist unklar, wird jedoch in den Lagerräumen des Museums in Kalkutta vermutet.

## Weiteres
Der Legende zufolge hat der Sagenheld Badang den Felsen vom Fort Canning Hill ans Ufer des Singapore Rivers geworfen.
Die 1972 eingeweihte Merlion-Statue stand ursprünglich in der Nähe der Stelle, an der sich der Felsen befand. Nach dem Bau der Esplanade Bridge, die 1997 fertiggestellt wurde, war die Sicht von der Marina Bay auf die Statue eingeschränkt, sodass die Statue versetzt wurde. Seit April 2002 steht sie am heutigen Standort, östlich des Fullerton Hotels.

## Galerie

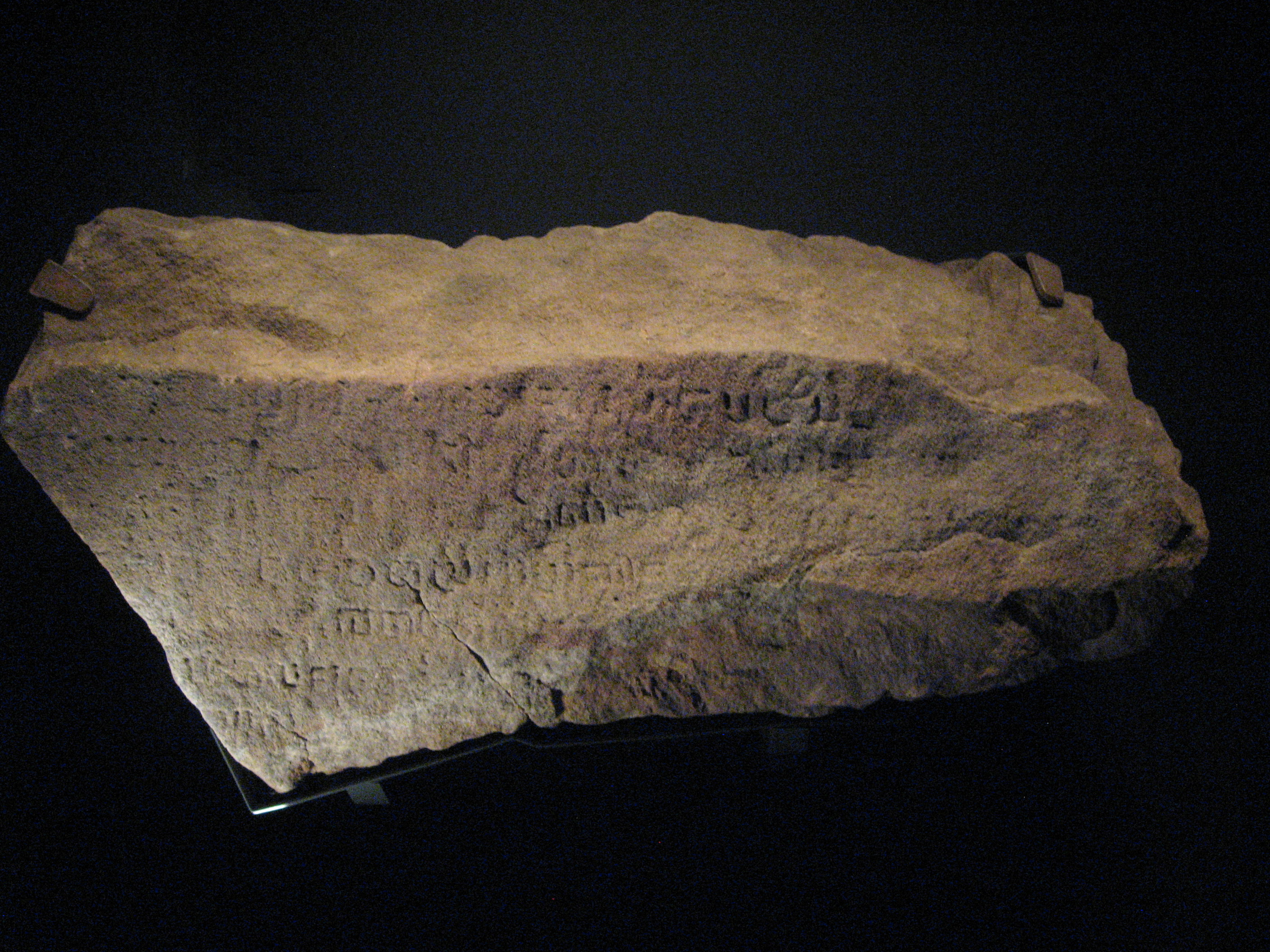
Foto des Singapur-Steins
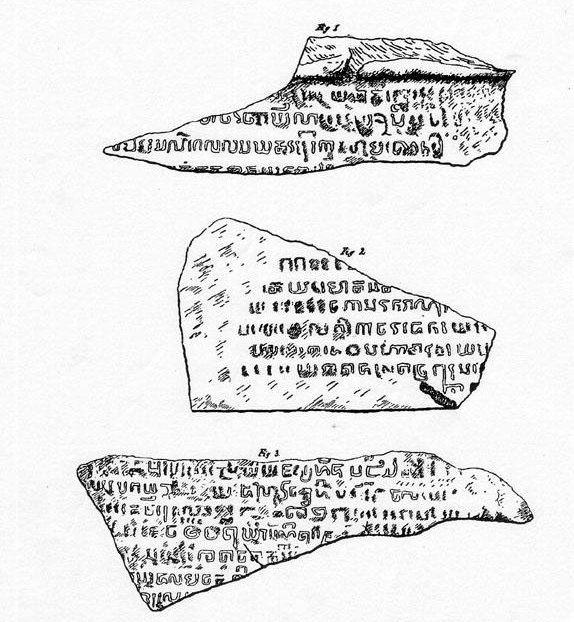
Zeichnungen der drei von Low gesammelten Fragmente
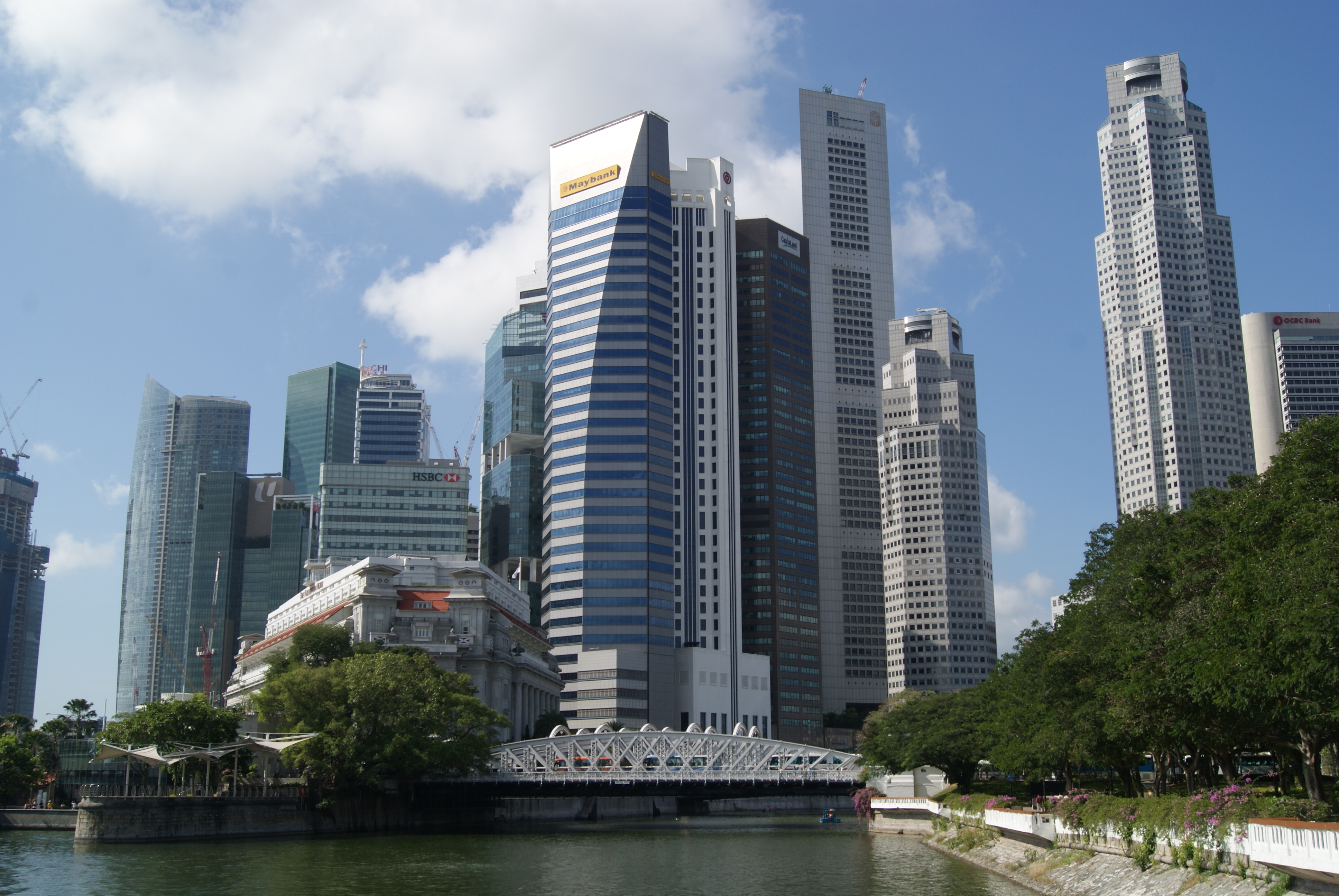
Blick auf The Fullerton Hotel (Nordseite) und Anderson Bridge – in der Nähe des Vorsprungs links befand sich in etwa der Standort des Felsens.
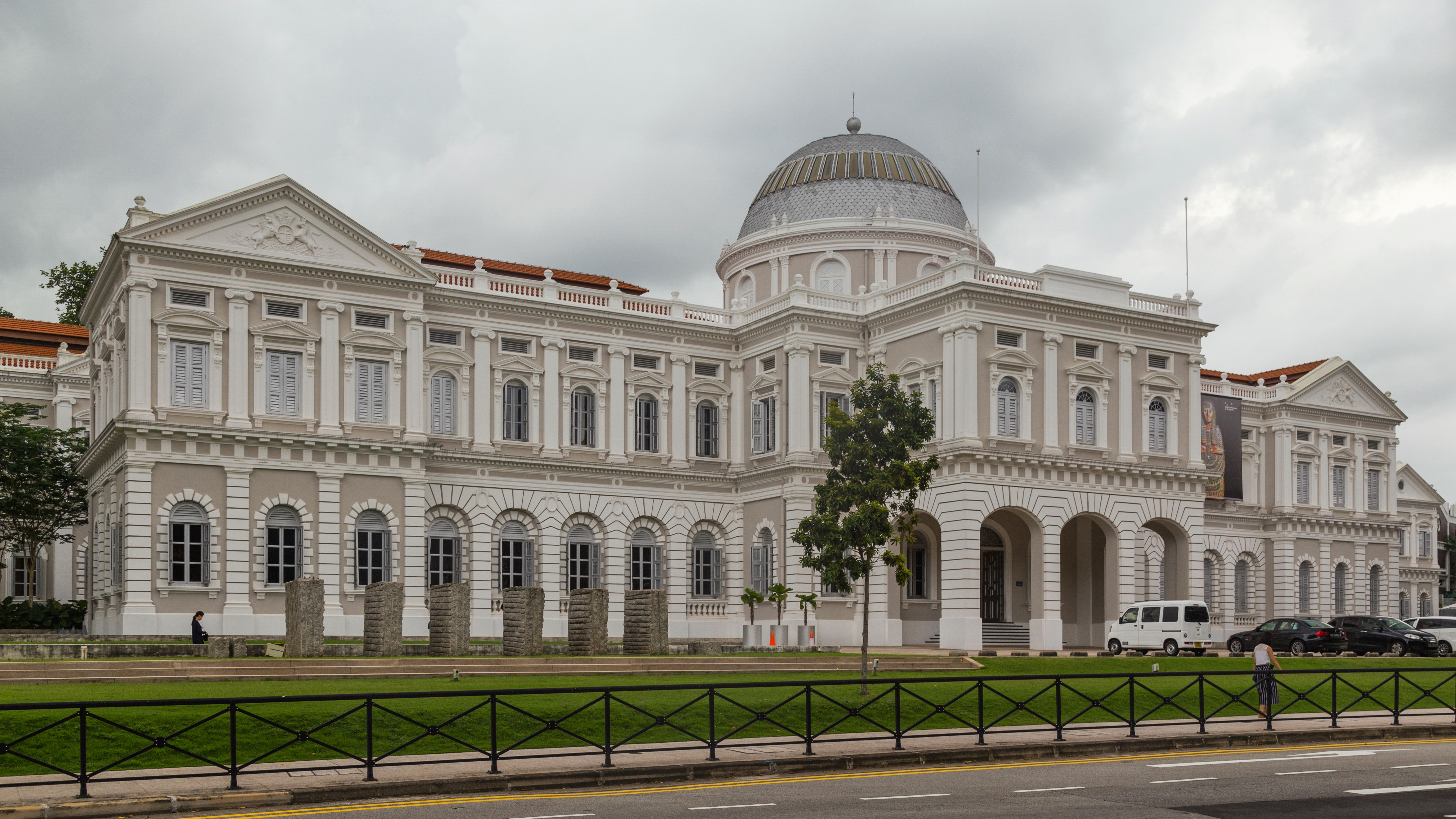
National Museum of Singapore, in dem der Stein ausgestellt wird.
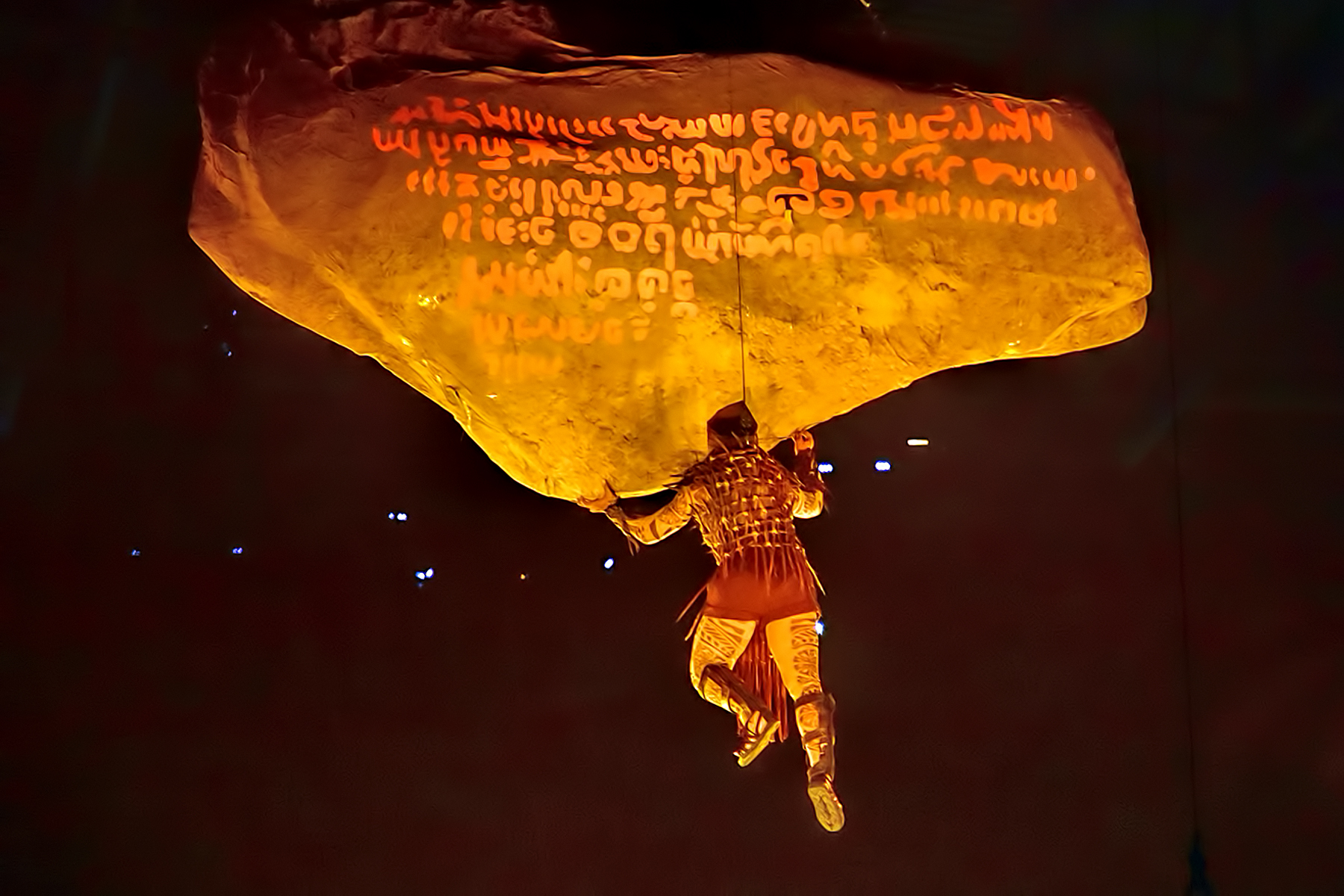
Anspielung auf die Legende von Badang während der National Day Parade 2016